# Tuczno (wieś w województwie kujawsko-pomorskim)
Tuczno – wieś w Polsce, położona w województwie kujawsko-pomorskim, w powiecie inowrocławskim, w gminie Złotniki Kujawskie.

## Podział administracyjny
| SIMC    | Nazwa        | Rodzaj                          |
| ------- | ------------ | ------------------------------- |
| 1029081 | Nowe Osiedle | część wsi (zniesiona w 2023 r.) |

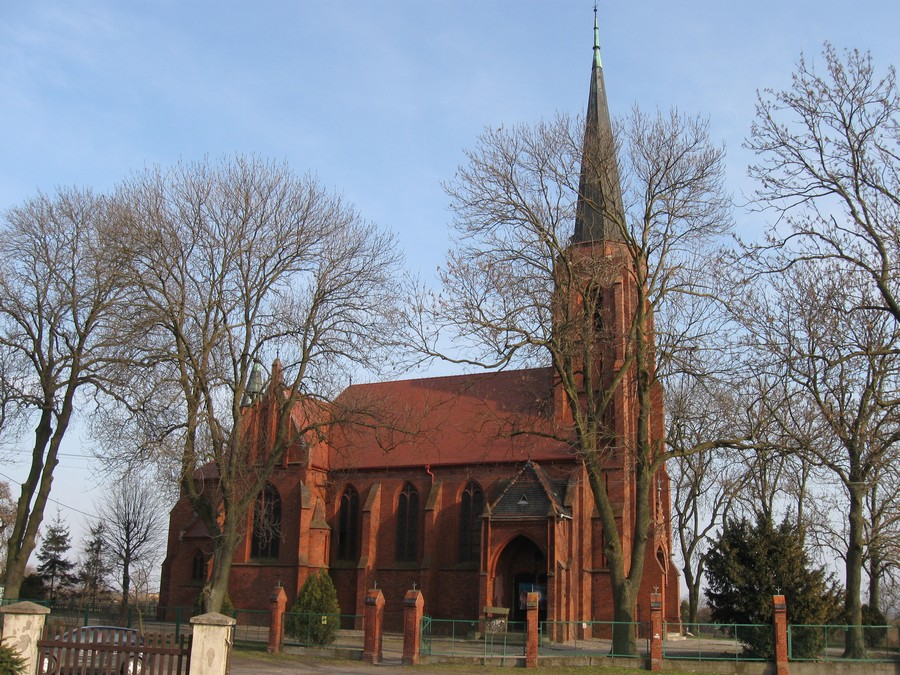
Kościół w Tucznie

W latach 1975–1998 miejscowość administracyjnie należała do województwa bydgoskiego. Miejscowość jest siedzibą sołectwa o nazwie Tuczno-Wieś, dla odróżnienia od położonej w tej samej gminie osady Tuczno.

## Demografia
Według danych Urzędu Gminy Złotniki Kujawskie (XII 2013 r.) wieś liczyła 1480 mieszkańców.

## Zabytki
Według rejestru zabytków NID na listę zabytków wpisane są:
- kościół parafialny pw. św.św. Piotra i Pawła z 1890, nr rej.: A/831 z 14.07.1997
- zespół pałacowy z 2 poł. XIX w., nr rej.: A/285/1-3 z 11.10.1991:
  - pałac z oficyną, 1878
  - park
  - spichrz, 2 poł. XIX w.

Kościół parafialny św. Piotra i Pawła zbudowano w latach 1889−91 według planów architekta Alexis Langer z Wrocławia. Jest to ceglana budowla neogotycka z frontową wieżą.